# Verteidigungsbezirkskommando 76

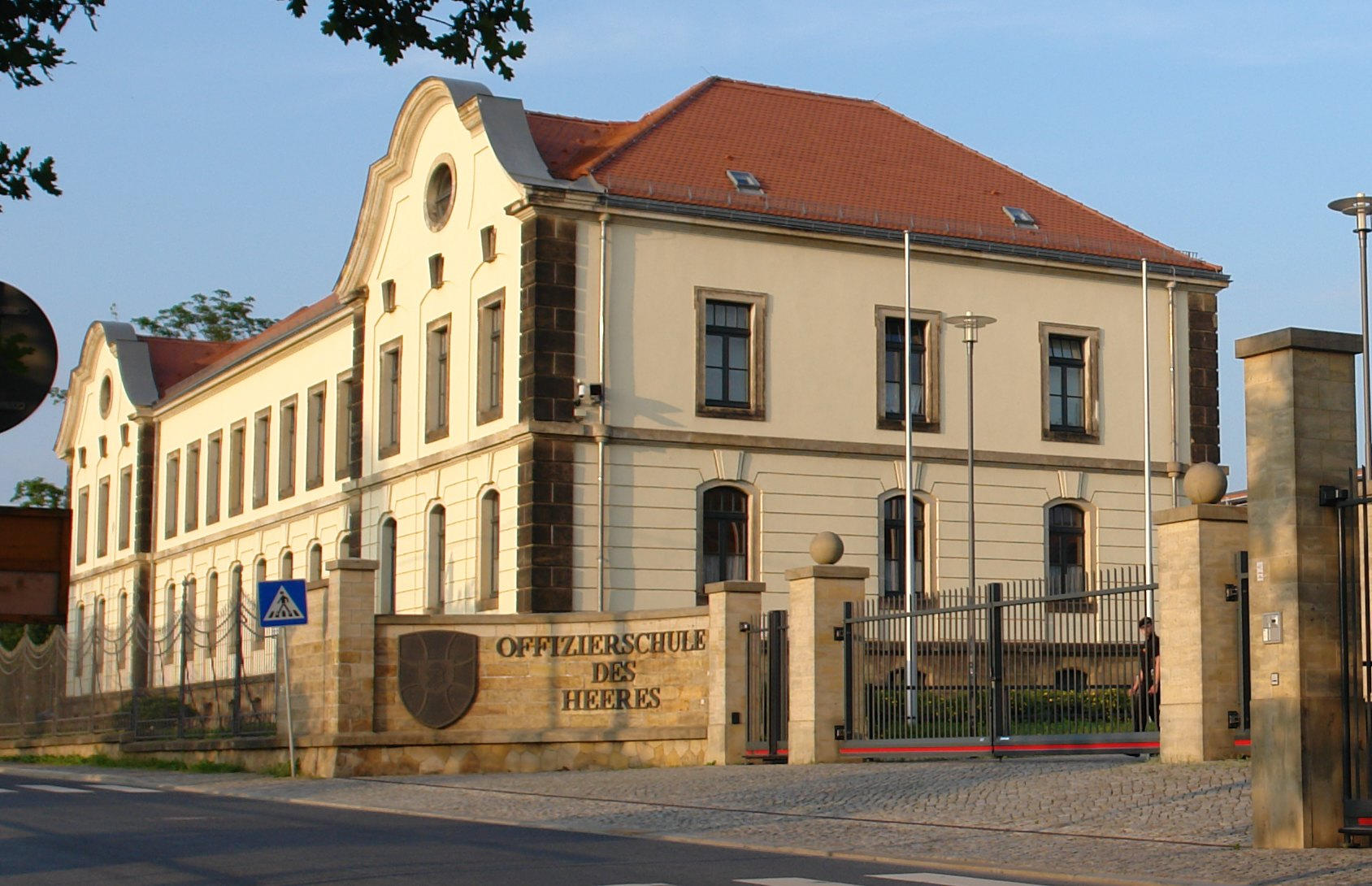
Sitz des Stabes war die Graf-Stauffenberg-Kaserne in der Albertstadt

Das Verteidigungsbezirkskommando 76 war ein Verteidigungsbezirkskommando der Bundeswehr mit Sitz des Stabs in Dresden. Hauptaufgabe des Kommandos war die Territoriale Verteidigung in seinem Verteidigungsbezirk.

## Geschichte

### Aufstellung
Nach der Wiedervereinigung wurden im ehemaligen Militärbezirk III der Landstreitkräfte der Nationalen Volksarmee zügig die aus Westdeutschland bekannten territorialen Strukturen geschaffen (vgl. die Gliederung des Territorialheeres um 1989). Das Verteidigungsbezirkskommando 76 wurde zur Einnahme der Heeresstruktur V Anfang der 1990er-Jahren als Teil des Territorialheeres ausgeplant und dem Befehlshaber im Wehrbereich VII unterstellt. Angelehnt an die zivile Verwaltungsgliederung in Westdeutschland sollte der Verteidigungsbezirk in etwa einem (zukünftigen) Regierungsbezirk entsprechen. Bei der Aufstellung orientierte man sich aber beim Zuschnitt des neuen Verteidigungsbezirks zunächst noch ungefähr an dem aus der Deutschen Demokratischen Republik bekannten Bezirk Dresden. Entsprechend war auch der Standort des Stabs Dresden. Als im Land Sachsen Regierungsbezirke eingerichtet wurden, entsprach der Verteidigungsbezirk in etwa dem Regierungsbezirk Dresden.

### Wechsel in die Streitkräftebasis
2001 wurde das Territorialheer aufgelöst. Die Wehrbereichskommandos und Verteidigungsbezirkskommandos wurden der neu aufgestellten Streitkräftebasis unterstellt. Die Wehrbereiche und Verteidigungsbezirke wurden grundlegend neu geordnet und ihre Anzahl reduziert. Das in etwa den Regierungsbezirk Leipzig umfassende Verteidigungsbezirkskommando 74 wurde zum 30. September 1999 aufgelöst und sein Ostteil dem Verteidigungsbezirk 76 eingegliedert. Das Verteidigungsbezirkskommando 76 wurden dem „neu“ aufgestellten Wehrbereichskommando III unterstellt. Die unterstellten Verteidigungskreiskommandos wurden aufgelöst und seine Aufgaben teils den neu aufgestellten Kreisverbindungskommandos übertragen.

### Auflösung
Das Verteidigungsbezirkskommando wurde 2007 außer Dienst gestellt. Einige seiner Aufträge wurden dem neu aufgestellten Landeskommando Sachsen sowie den unterstellten Bezirksverbindungskommandos übertragen.

## Verbandsabzeichen

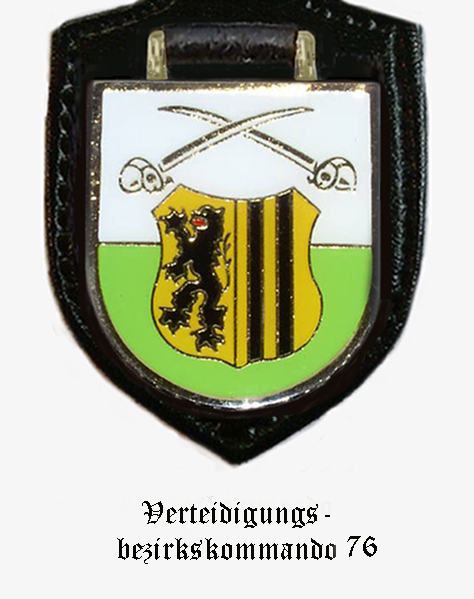
Internes Verbandsabzeichen des Stabes/Stabskompanie

Das Verteidigungsbezirkskommando führte aufgrund seiner Ausplanung als überwiegend nicht aktiver Truppenteil kein eigenes Verbandsabzeichen. Die wenigen aktiven Soldaten trugen daher das Verbandsabzeichen des übergeordneten Wehrbereichskommandos.
Als „Abzeichen“ wurde daher unpräzise manchmal das interne Verbandsabzeichen des Stabes und der Stabskompanie „pars pro toto“ für das gesamte Verteidigungsbezirkskommando genutzt. Das interne Verbandsabzeichen zeigte als Hinweis auf den Stationierungsraum Figuren mit Verbindung zur Region: In kleinem Schild, der im Wesentlichen dem Dresdener Stadtwappen entsprach, rechts der Meißner Löwen, links auf goldenem Grund zwei schwarze Landsberger Pfähle. Der Hauptschild ist silber-grün geteilt wie die Flagge Sachsens. Die gekreuzten Säbel sind ein traditionelles Symbol des deutschen Heeres und werden so ähnlich auch an der Schirm- und Bergmütze des Heeres angebracht.